# Nécropole minoenne d'Armeni
La nécropole minoenne d'Armeni est un cimetière minoen de la période minoenne tardive (XIIIe siècle av. J.-C. et XIIe siècle av. J.-C.) situé en Crète.
Le site se trouve sur la commune d'Armeni, à une dizaine de kilomètres au sud de Rethymnon le long de la route menant vers Spili et le sud de l'île. Fouillée depuis 1969, cette nécropole abritent environ 220 tombes ainsi qu'une tombe à tholos. Il s'agit de tombes à chambres, taillées à même la roche, ce qui explique leur état de conservation, et orientées d'ouest en est. On accède à chacune des tombes par un couloir long et étroit (Dromos) qui part du niveau actuel du sol pour atteindre l'entrée de la tombe en contrebas. Certains de ces dromoi possèdent des marches. Enfin, les parois des dromoi sont davantage rapprochées à leurs sommets qu'au niveau du sol. Dans la plupart des cas, chaque tombe était fermée par une pierre.
La plupart des tombes n'avaient pas été profanées au moment des fouilles. De nombreux objets ont ainsi pu être découverts, tels que des vases, des figurines, des armes ainsi qu'un talisman portant une inscription en linéaire A. Environ 500 squelettes ont également été retrouvés, ce qui fournit une riche source d'information sur l'apparence physique et l'état de santé de la population de cette période. Il semblerait qu'ils avaient un régime alimentaire riche en glucides et mangeaient peu de viande.
À l'heure actuelle, aucune trace d'occupation n'a été retrouvée à proximité de la nécropole datant du minoen tardif, et les fouilles se poursuivent pour découvrir la ville à laquelle appartenait le cimetière.

## Photographies

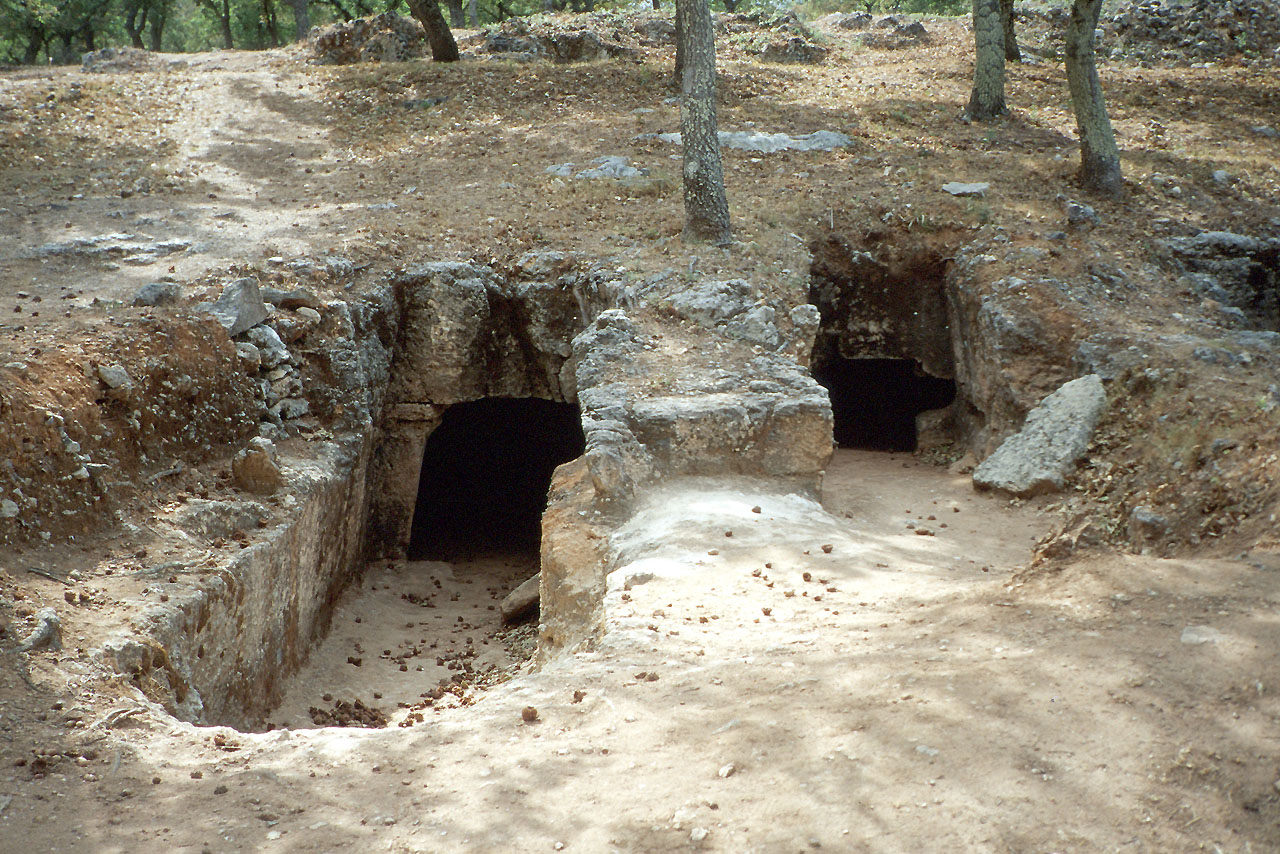
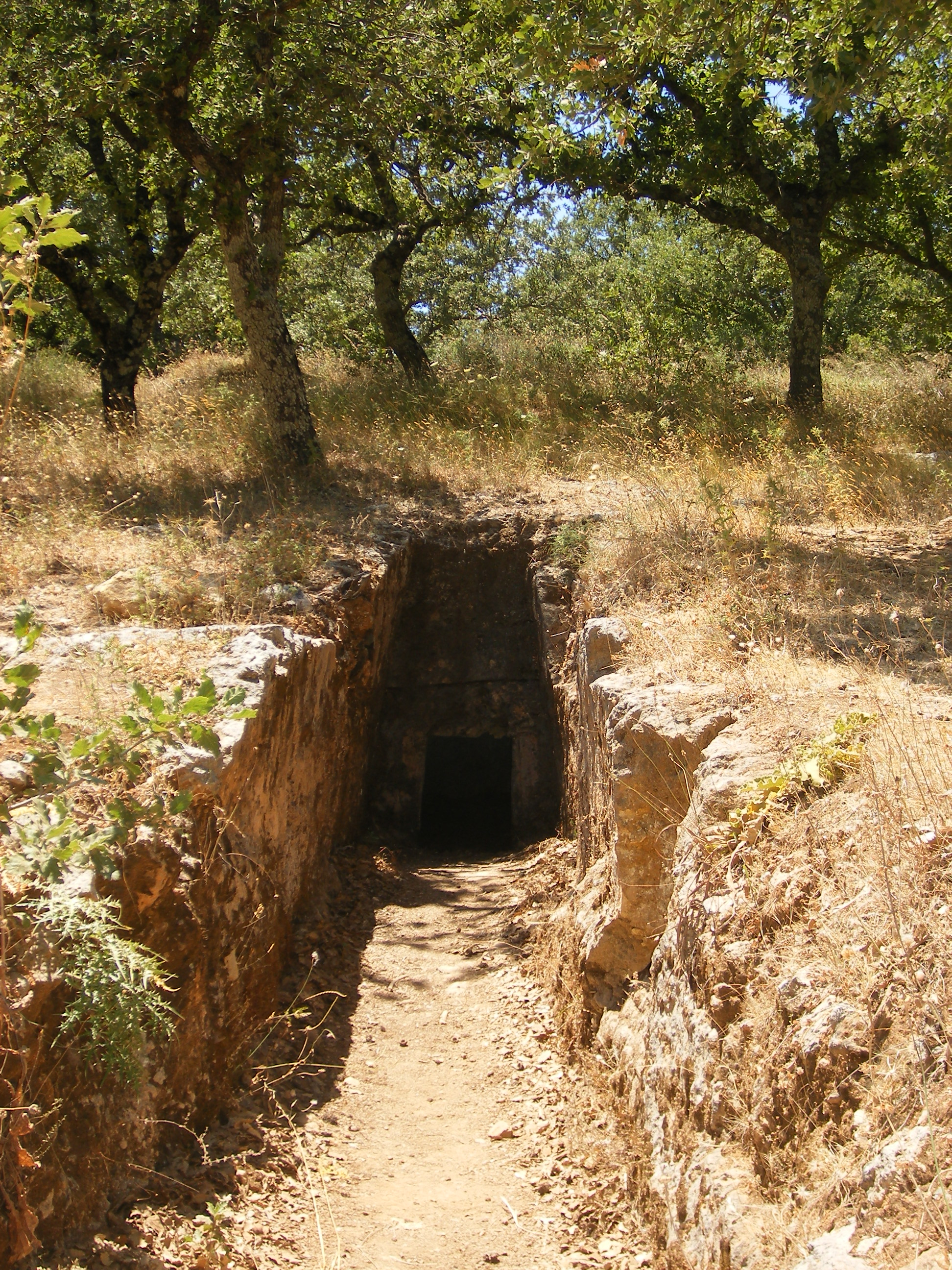
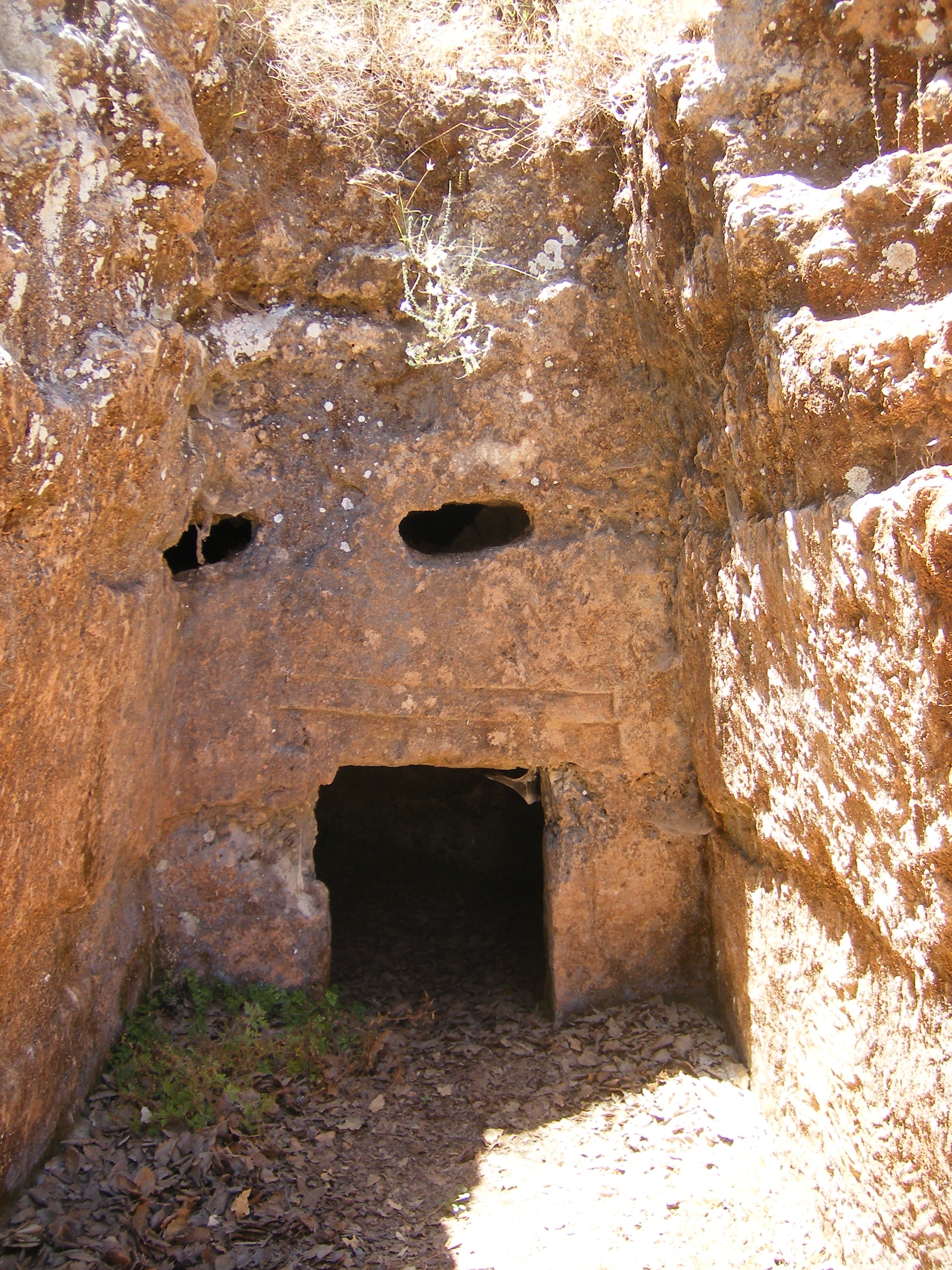
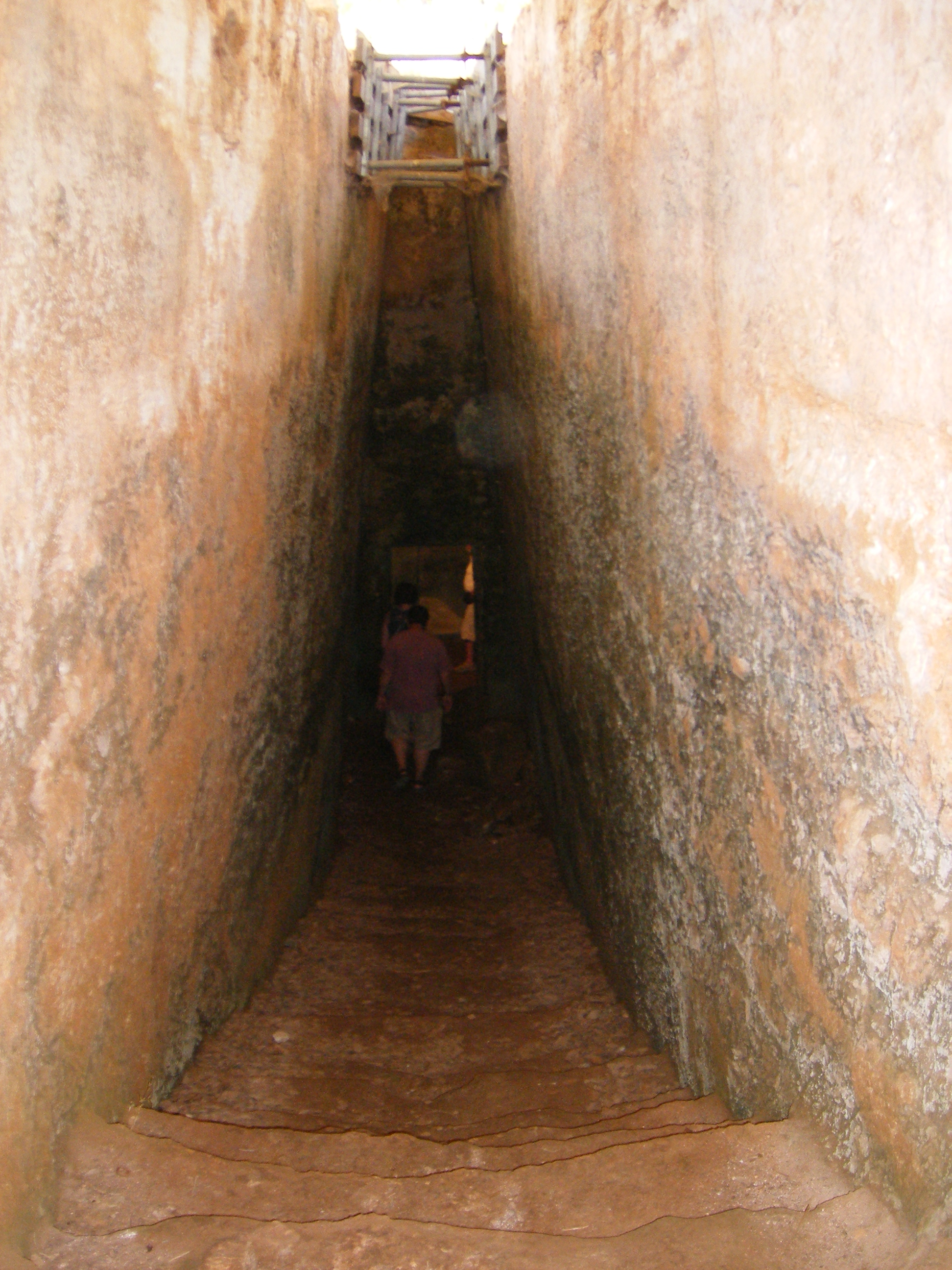
Dromos vers la tombe à tholos
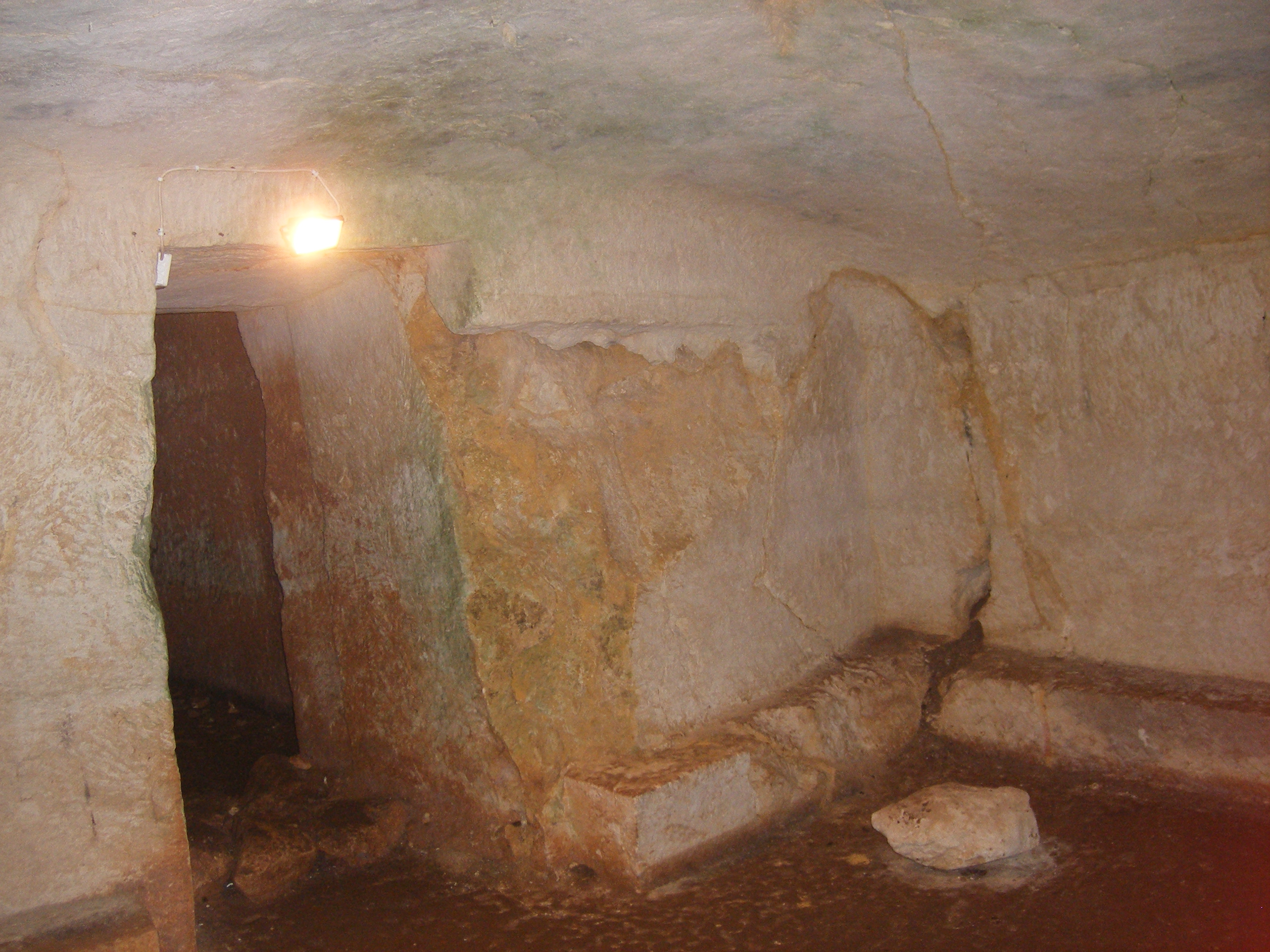
Intérieur de la tombe à tholos